# 大室古墳群 (長野市)
大室古墳群（おおむろこふんぐん）は、長野県長野市松代町大室にある古墳群。国の史跡に指定されている。
約500基の古墳の中には、盛り土をした盛土墳（前方後円墳など）や土石混交合墳もあるが、八割近くが小石を積み上げて墳丘とした渡来人墓制である積石塚で、「合掌形石室」という特殊な埋葬施設である。この形は全国に40例、そのうち25例がこの古墳群に集中している。

## 分類
古墳群は、地形的に北山（きたやま）・大室谷（おおむろだに）・霞城（かじょう）・北谷（きただに）・金井山（かないやま）の大小5つの支群に分類される。このうち、最も規模の大きい大室谷支群が史跡指定地となっている。

## 大室古墳館
- 長野県長野市松代町大室310
- 料金 - 無料
- 見学時間 - 9:00-17:00
- 毎週月曜日・祝日の翌日および冬季(12月-3月)休館
- 交通 - 長電バス屋代須坂線「大室駅」バス停下車徒歩約20分、上信越自動車道長野ICから約20分

## 参考画像

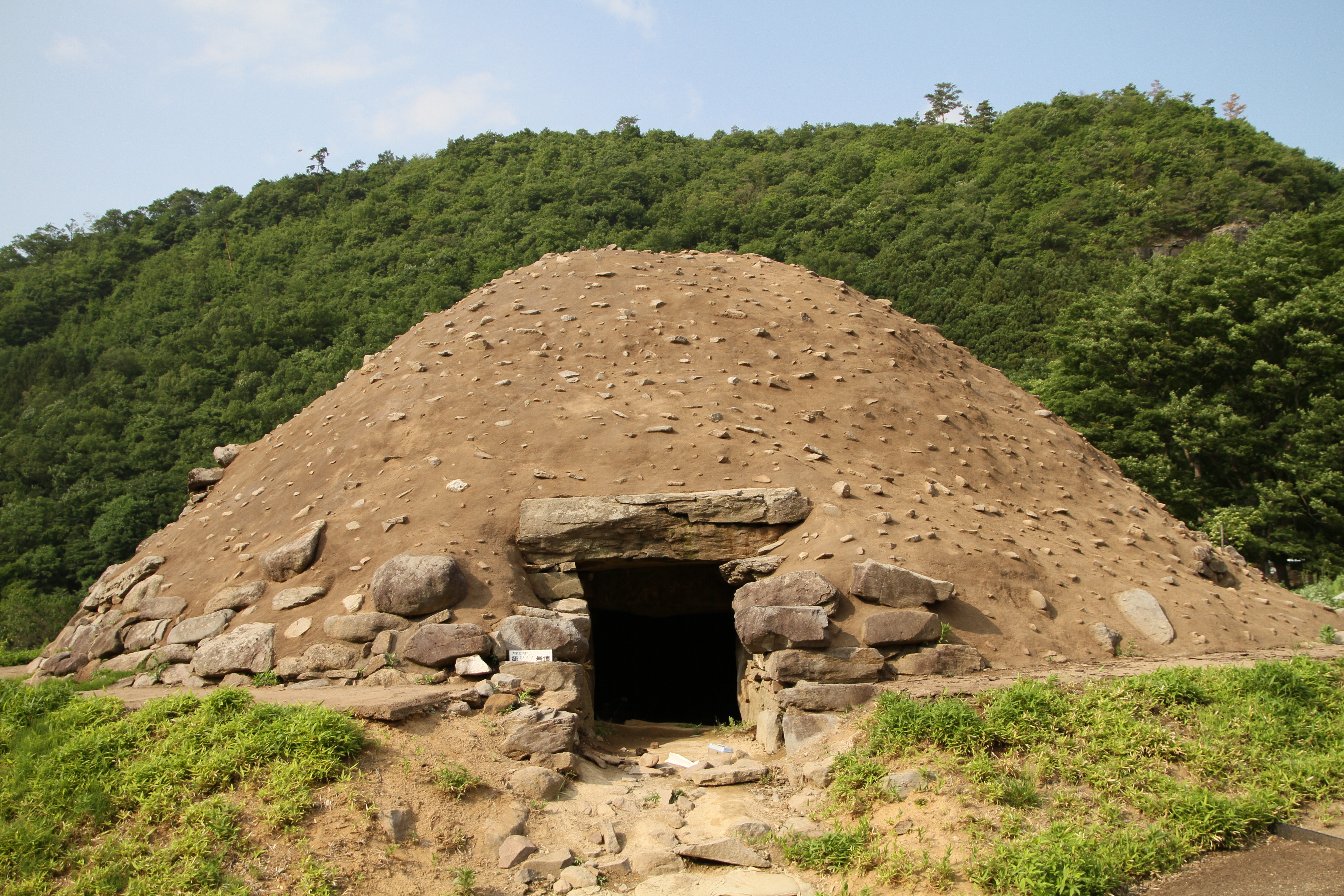
大室古墳群中最大規模の244号墳
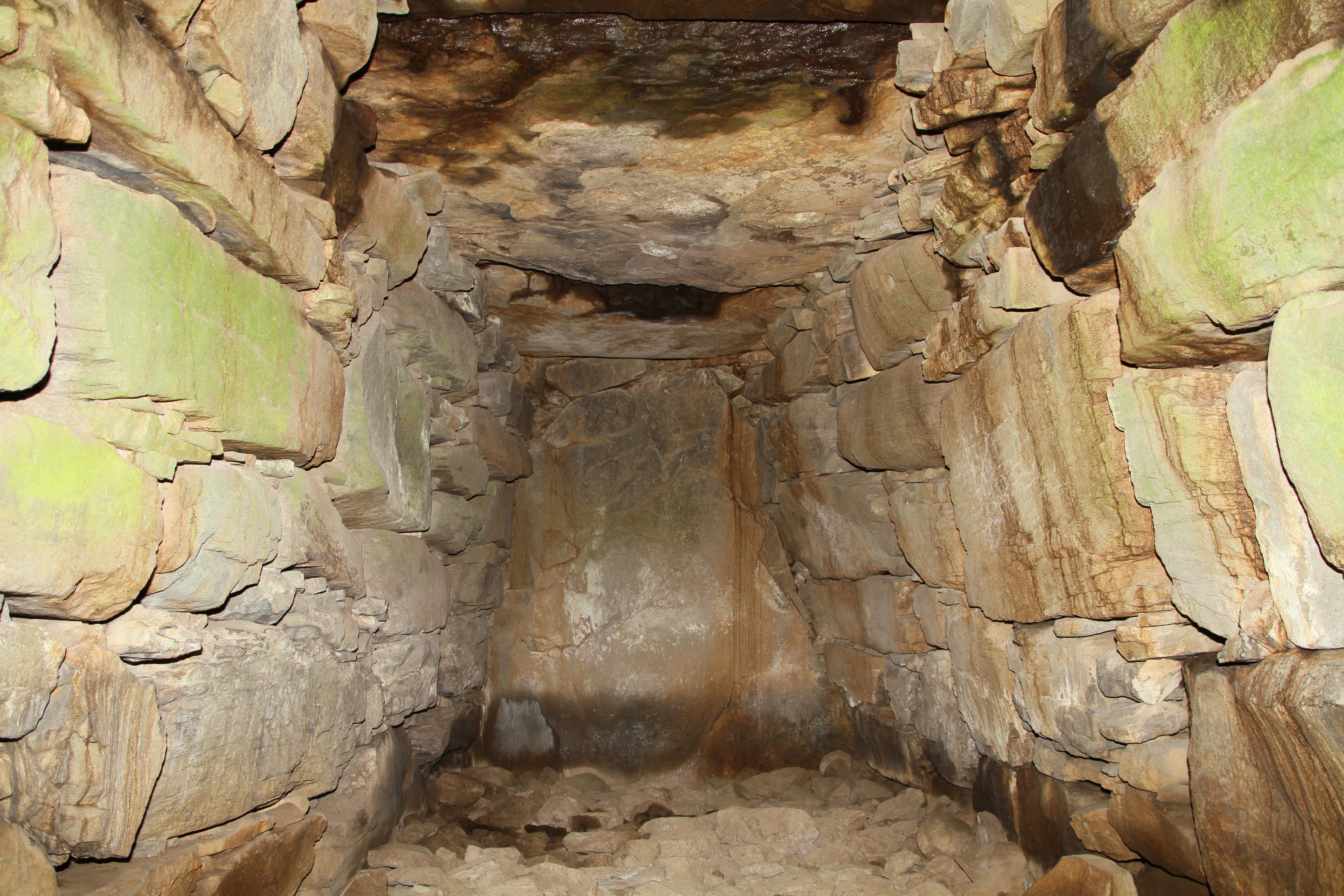
244号墳の石室内部
244号墳の石室俯瞰図
244号墳の石室展開図
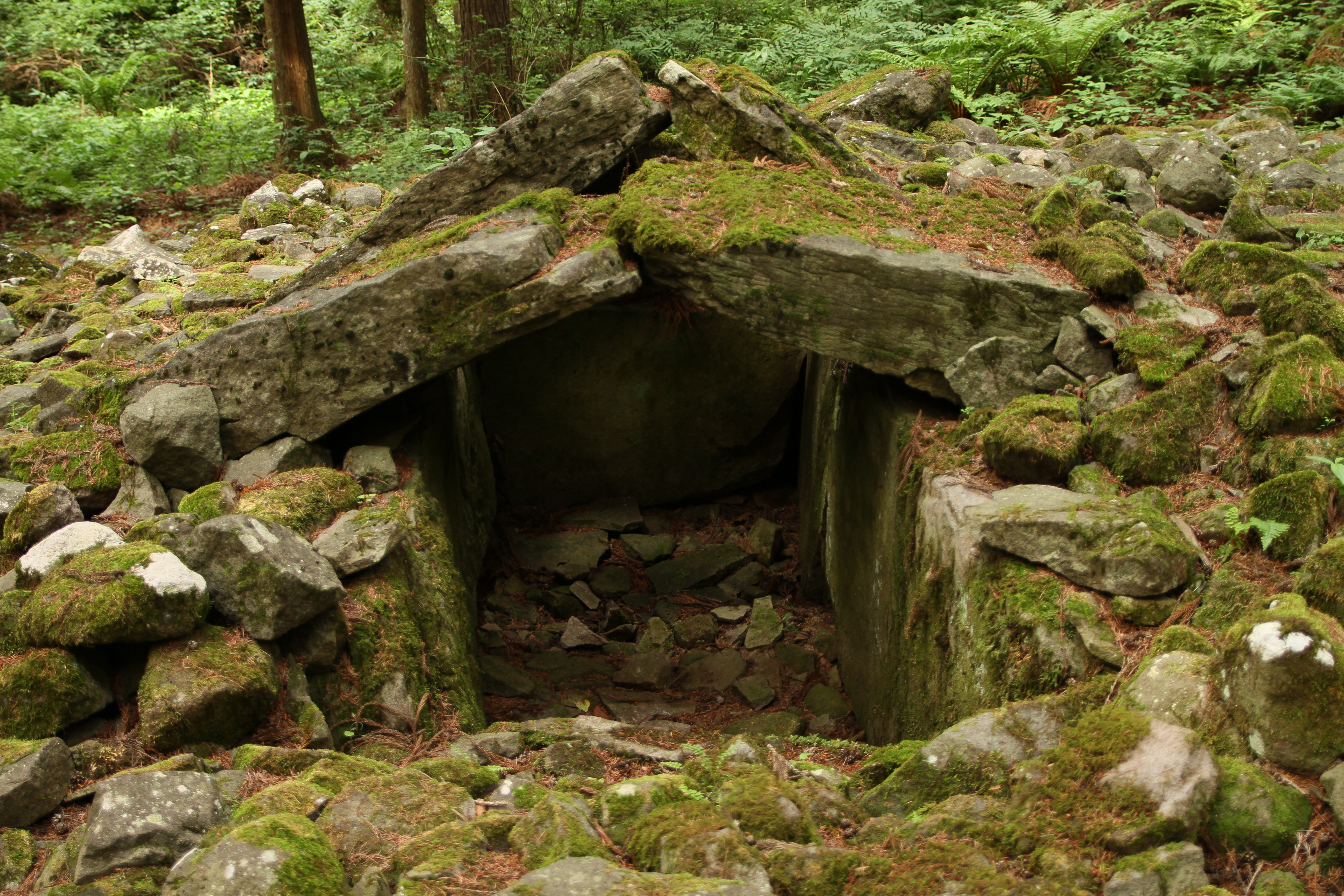
168号墳の合掌形石室
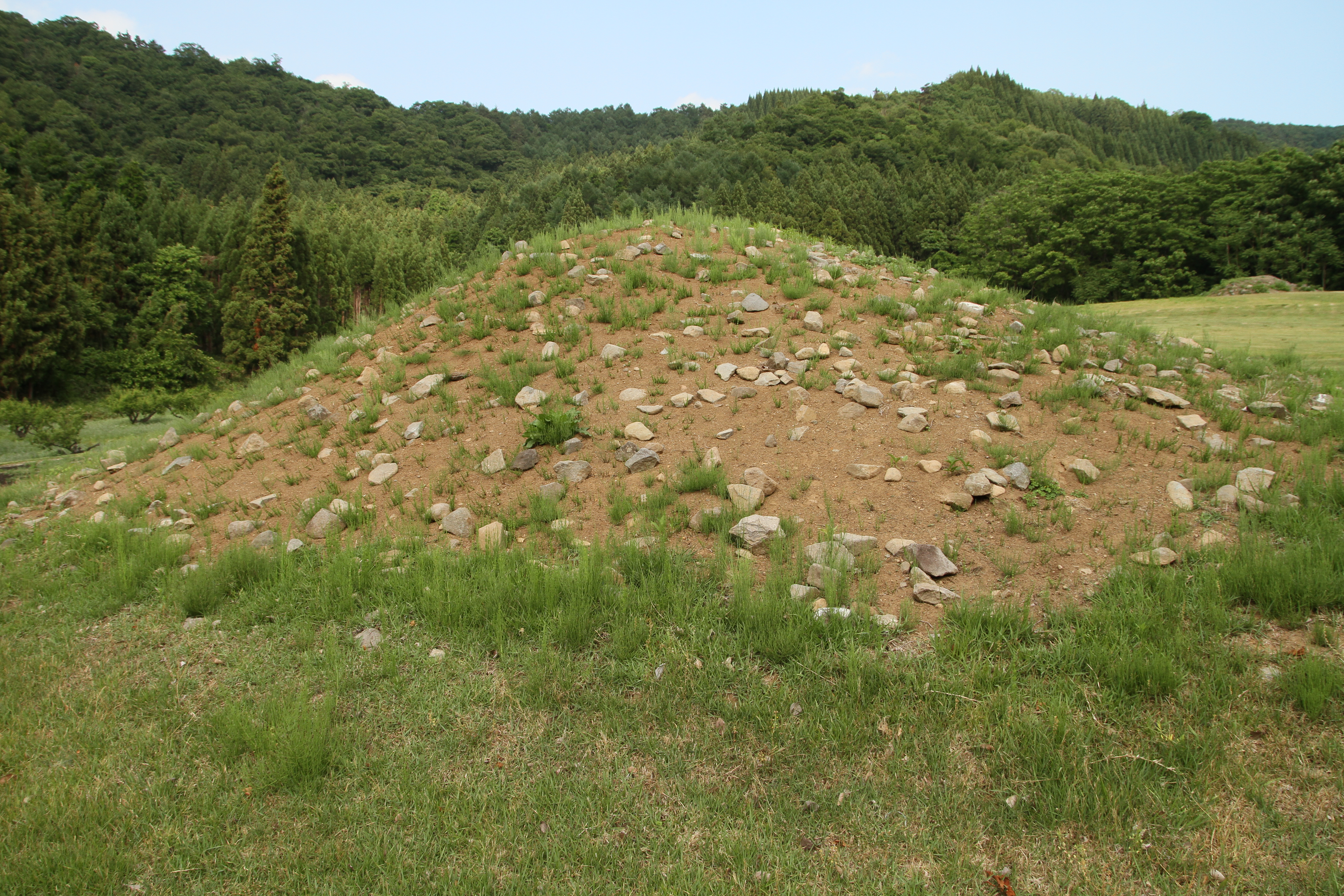
土石混合墳の238号墳
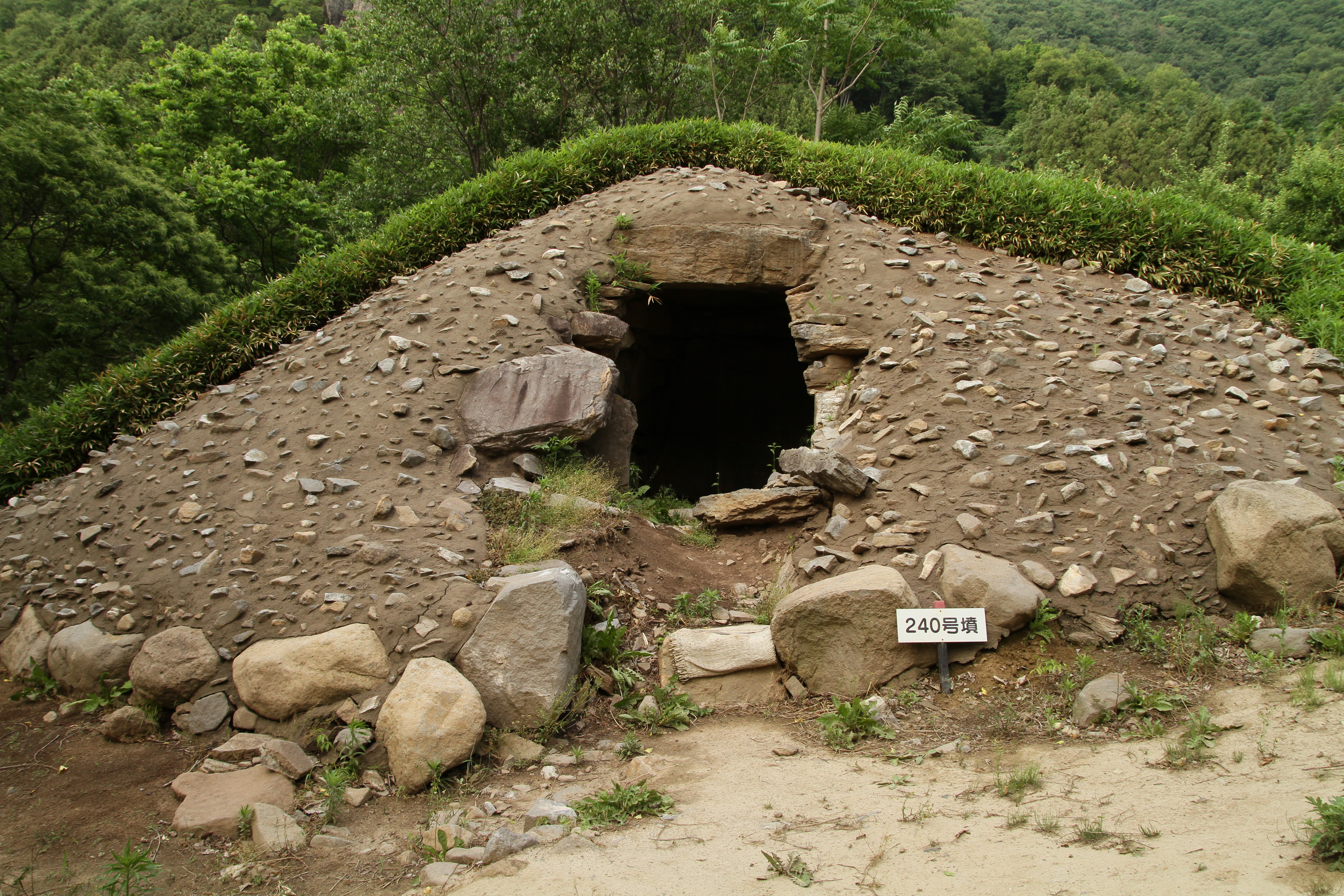
土留め石列のある240号墳
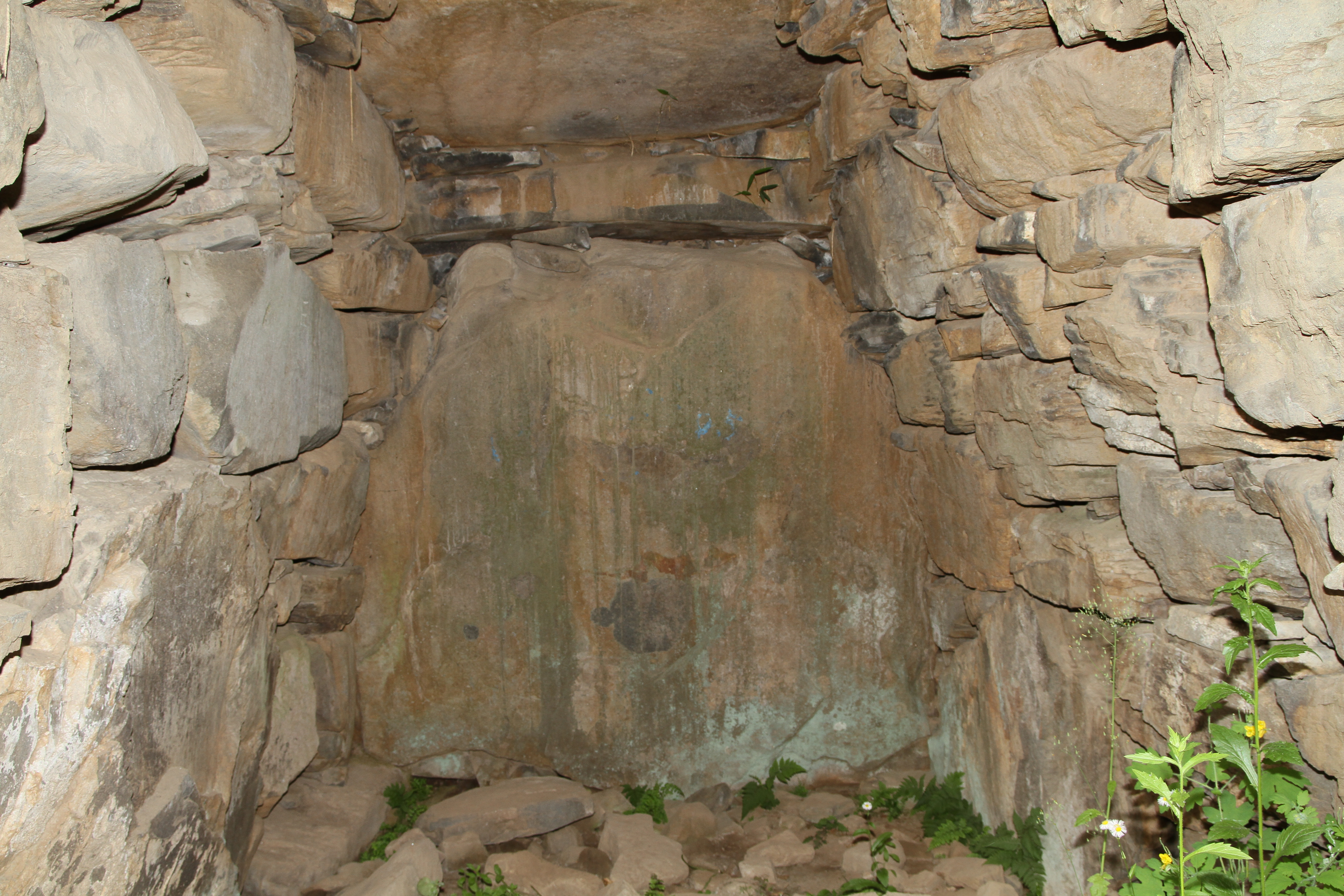
240号墳の石室内部
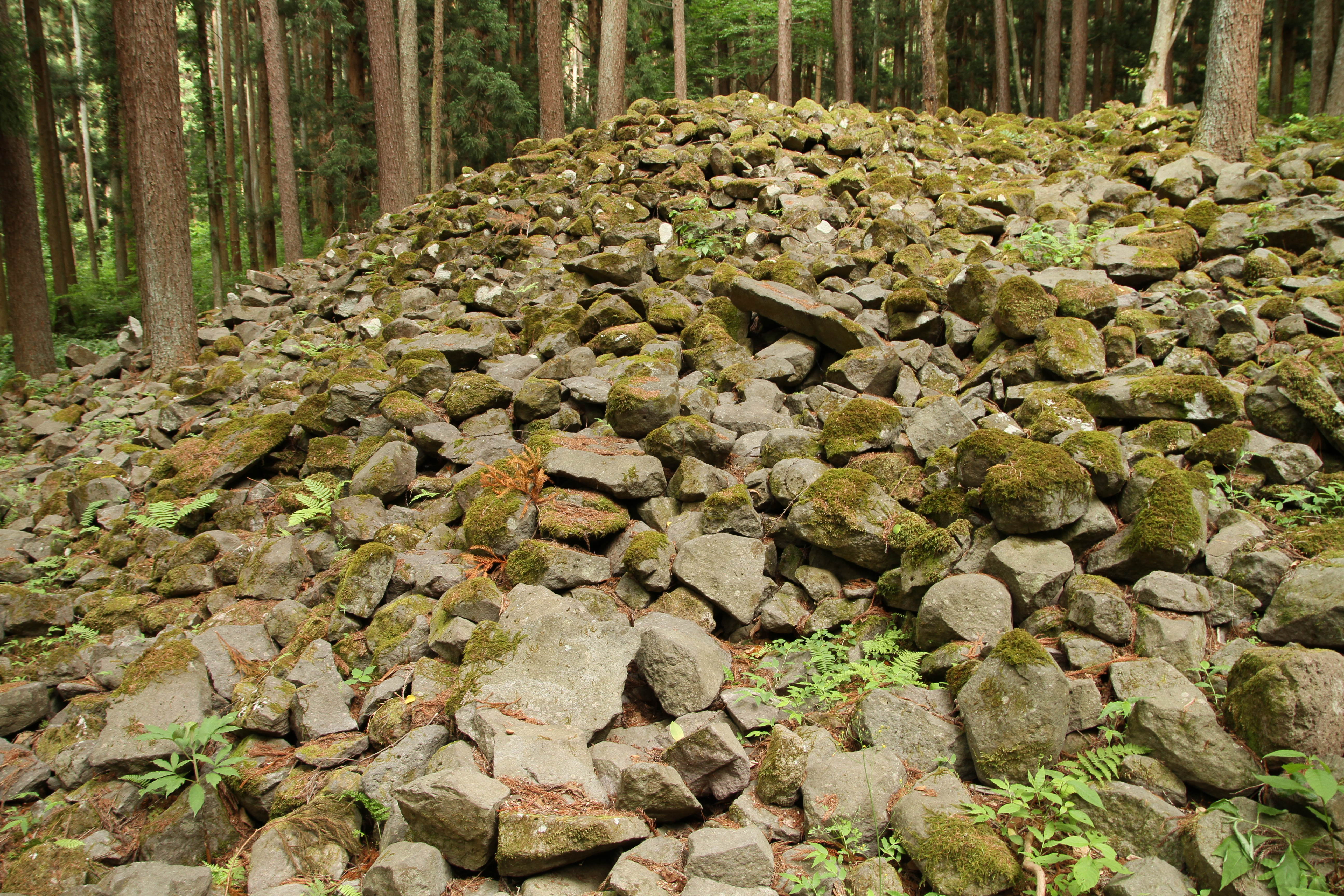
積石塚の176号墳
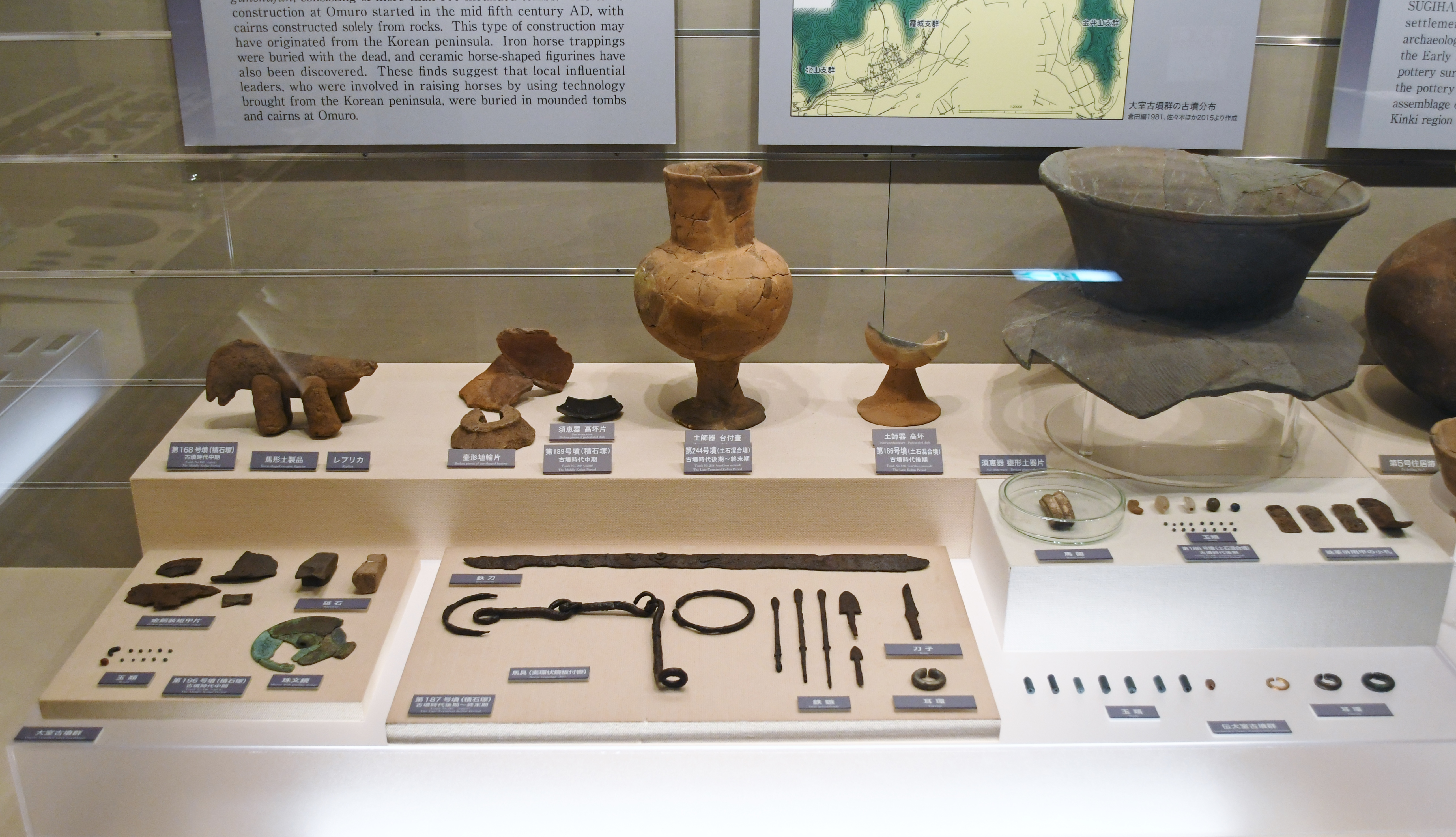
出土品 明治大学博物館展示。

## 文化財

### 国の史跡
- 大室古墳群 - 1997年（平成9年）7月28日指定[4]。